# Богданово (Міякинський район)
Богда́ново (рос. Богданово, башк. Боғҙан) — село у складі Міякинського району Башкортостану, Росія. Адміністративний центр Богдановської сільської ради.
Населення — 474 особи (2010; 605 в 2002).
Національний склад:
- башкири — 91 %